# 26821 Баєр
26821 Баєр (26821 Baehr) — астероїд головного поясу, відкритий 17 березня 1988 року.
Тіссеранів параметр щодо Юпітера — 3,212.